# Гриммен
Гри́ммен (нем. Grimmen) — город в Германии, районный центр, расположен в земле Мекленбург-Передняя Померания.
Входит в состав района Северная Передняя Померания.  Население составляет 10399 человек (на 31 декабря 2010 года). Занимает площадь 50,29 км². Официальный код  —  13 0 57 036.
Город подразделяется на 12 городских районов.